# 陳錫瓚
陳錫瓚（?—?），福建省福州府閩縣人，清朝政治人物、進士出身。

## 生平
光緒十八年（1892年），参加光緒壬辰科殿試，登進士二甲28名。同年五月，以主事分部学习。